# Jacob Young (polityk)
Jacob Young (ur. 2 lutego 1993 w Middlesbrough) – brytyjski polityk Partii Konserwatywnej, deputowany Izby Gmin w latach 2019–2024.

## Działalność polityczna
Od 2019 reprezentował okręg wyborczy Redcar w Izbie Gmin. W 2024 nie uzyskał reelekcji.

## Życie prywatne
Jest jawnym homoseksualistą.